# Bettenfeld
Pour les articles homonymes, voir Bettenfeld.
Bettenfeld est une municipalité allemande située dans le land de Rhénanie-Palatinat et l'arrondissement de Bernkastel-Wittlich.